# Distretto di Namutumba
Il distretto di Namutumba è un distretto dell'Uganda, situato nella Regione orientale.